# Bronisława Marchlewska
Bronisława Marchlewska z Gutmanów (ur. w 1866, zm. 14 lutego 1952 w Moskwie) – bakteriolożka, działaczka socjaldemokratyczna, a potem komunistyczna.

## Życiorys
Córka Henryka (1827–1905) i Salomei z Redlichów (1833–1917). Miała siostrę Ernestynę (1870–1926) żonę przyrodnika Maksymiliana Heilperna (1856–1924). Ukończyła II warszawskie gimnazjum żeńskie. Studiowała na Uniwersytecie Latającym, gdzie przez pewien czas była członkinią zarządu uczelni (1890–1893). W tym czasie współpracowała z Ludwikiem Krzywickim w powołanym przez Związek Robotników Polskich – Kole Oświaty Robotnicze publikującym legalne broszury treści społecznej. 
W 1893 wyjechała na dalsze studia w Szwajcarii, gdzie ukończyła bakteriologię na politechnice w Zurychu. Należała tam  do grupy socjaldemokratycznej kierowanej przez jej koleżankę gimnazjalną Różę Luksemburg. Od 1897 była żoną Juliana Marchlewskiego (1866–1925). Mieli jedną córkę Zofię (1898–1983), dziennikarkę, żonę znanego malarza niemieckiego Heinricha Vogelera (1872–1942).